# Anomastraea irregularis
Anomastraea irregularis là một loài san hô trong họ Siderastreidae. Loài này được Marenzeller mô tả khoa học năm 1901.